# Damalis elongatus
Damalis elongatus là một loài ruồi trong họ Asilidae. Damalis elongatus được Hull miêu tả năm 1962.